# Salim Montari
Salim Montari (* 30. April 1999) ist ein deutscher Rapper aus Hamburg. Er steht derzeit bei Sony Music unter Vertrag. 

## Leben
Salim Montari spielte von 2009 bis 2014 als Jugendfußballspieler beim Hamburger SV. Ein Schienwadenbeinbruch beendete für ein Jahr seine Karriere. Nach einer Folgeoperation sowie Differenzen mit dem Trainer musste er seine Fußballkarriere schlussendlich beenden. Anschließend startete er eine Karriere auf TikTok. Musikalisch inspiriert wurde er durch den verstorbenen US-amerikanischen Rapper Pop Smoke. Im März 2022 veröffentlichte Salim Montari zusammen mit dem Produzentenduo The Ironix eine Rapversion des Kinderliedes A Ram Sam Sam. Der Song erreichte über TikTok innerhalb kurzer Zeit 13 Millionen Views. Es entstanden über 20.000 Videos, was zu Abrufzahlen von insgesamt 30 Millionen Views führte. Das Lied erreichte Platz 70 der deutschen Singlecharts.

## Diskografie
Singles
- 2020: All Around Me
- 2020: Moonwalk
- 2020: Daddy
- 2020: Drip on Point
- 2020: Moonwalking in Calabasas (Salim Montari Remix)
- 2021: Celina
- 2021: Freitag (mit YuPanther feat. Sharif Montari)
- 2021: Uhhh
- 2021: Wavy
- 2021: Player
- 2021: Bad and Boujee
- 2021: Double Up
- 2021: Nudes
- 2022: Ride or Die
- 2022: AramSamSam (mit The Ironix)
- 2023: Big Dreams